# Dampia pocilloporaeformis
Dampia pocilloporaeformis is een zachte koraalsoort uit de familie Alcyoniidae. De koraalsoort komt uit het geslacht Dampia. Dampia pocilloporaeformis werd in 1983 voor het eerst wetenschappelijk beschreven door Alderslade. 